# Yes: Live – 1975 at Q.P.R.
A Yes: Live – 1975 at Q.P.R. egy 1975-ös felvétel a Yes koncertjéről, melyet a Queens Park Rangers stadionjában adott az együttes. Sokáig bootlegként volt elérhető a kiadvány, mielőtt 2001-ben két videokazettás változatban piacra bocsátották. A kiadást a korábbi menedzser, Brian Lane rendezte el, anélkül, hogy a tagokkal beszélt volna.
A hangminőség meglehetősen rossz, Steve Howe gitárjátéka gyakran meg sem hallható. Ennek ellenére sok rajongó véli úgy, hogy ez a koncert kiválóan ábrázolja, milyen nagy előadóművészek voltak pályájuk csúcsán.

## Zenészek
- Jon Anderson – ének, gitár, ritmushangszerek
- Steve Howe – gitár
- Chris Squire – basszusgitár
- Patrick Moraz – billentyűs hangszerek
- Alan White – dob

## Számok listája
1. Nyitány – Stravinsky: Tűzmadár szvit
2. Sound Chaser
3. Close to the Edge
4. To Be Over
5. The Gates of Delirium
6. Your Move
7. Mood for a Day
8. Long Distance Runaround
9. Cachaca
10. Clap
11. And You and I
12. Ritual
13. Roundabout
14. Sweet Dreams
15. Starship Trooper